# 미즈노 다카시
미즈노 다카시(일본어: 水野 隆, 1931년 4월 28일 ~ )는 일본의 축구 선수이다.

## 국가대표팀 경력
그는 1954년 아시안 게임에 참가할 일본 국가대표팀에 발탁되었다. 1955년 10월9일 버마과의 경기에서 국가대표팀에 데뷔했다.

## 통계
| 일본 | 일본 | 일본 |
| 연도 | 출전 | 득점 |
| ---- | ---- | ---- |
| 1955 | 1    | 0    |
| 통산 | 1    | 0    |